# Sabari
Sabari na dolním toku Kolab je řeka v jižní Indii. Je to levý přítok řeky Gódávarí. Je přibližně 418 km dlouhá. Povodí má rozlohu 20 400 km².

## Průběh toku
Pramení na západních svazích Východního Ghátu. Protéká převážně po východním okraji Dekánské vysočiny.

## Vodní stav
Vysoký vodní stav je od června do října. Režim je monzunový. Průměrný roční průtok vody poblíž ústí činí 437 m³/s.

## Využití
Využívá se na zavlažování.